# Сальваторе Кубелло
Сальваторе Кубелло (итал. Salvatore Cubello; 1404, Ористано — 13 февраля 1470, Ористано) — сардинский дворянин, 3-й маркиз де Ористано (27 апреля 1463 — 13 февраля 1470)

## Происхождение
Сальваторе Кубелло был вторым сыном 1-го маркиза Ористано и графа Гочеано, Леонардо, и его жены Кирики Дейаны, дамы Барбаги ди Мандролизай и Бельви.

## Биография
Вероятно, он родился в Ористано в 1404 году, когда ему исполнилось шесть лет, его отправили в Кальяри в качестве гарантии соблюдения мира Сан-Мартино, который санкционировал передачу долины реки Тирсо каталонцам в обмен на присвоение титула маркиза его отцу. В 1422 году, за год до смерти Леонардо Кубелло, он был лейтенантом Сардинии у короля Альфонсо V Арагонского, у которого он позже также был доверенным советником и камергером. Вместе с государем попал в плен в битве при Понце, 5 августа 1435 года, также разделив с ним часть содержания под стражей. В 1450 году он вступил в конфликт со своим старшим братом Антонио, унаследовавшим от своего отца все владения, за владение центрами Айдомаджоре, Гиларца и Аббасанта, из которых он стал королевским сеньором по своему желанию. Однако регентство его владений не было свободно от споров с другими влиятельными сардинско-каталонскими феодалами: фактически он оспаривал собственность Монте-Диграра, формально владельцем которой он был, графу Квирра Джакомо Карросу, затем арагонский наместник, вынудил его перед ре выплатить штраф в двадцать тысяч дукатов.
В апреле 1463 года после смерти своего старшего брата Антонио Сальваторе унаследовал родовые владения, он назначил своим наследником племянника Леонардо де Алагон, а сам скончался в начале 1470 года.

## Брак
В 1439 году он женился на Катерине де Сентель, дочери Бернардо де Сантеля, от которой у него не было детей.